# Papiermühle Dillingen

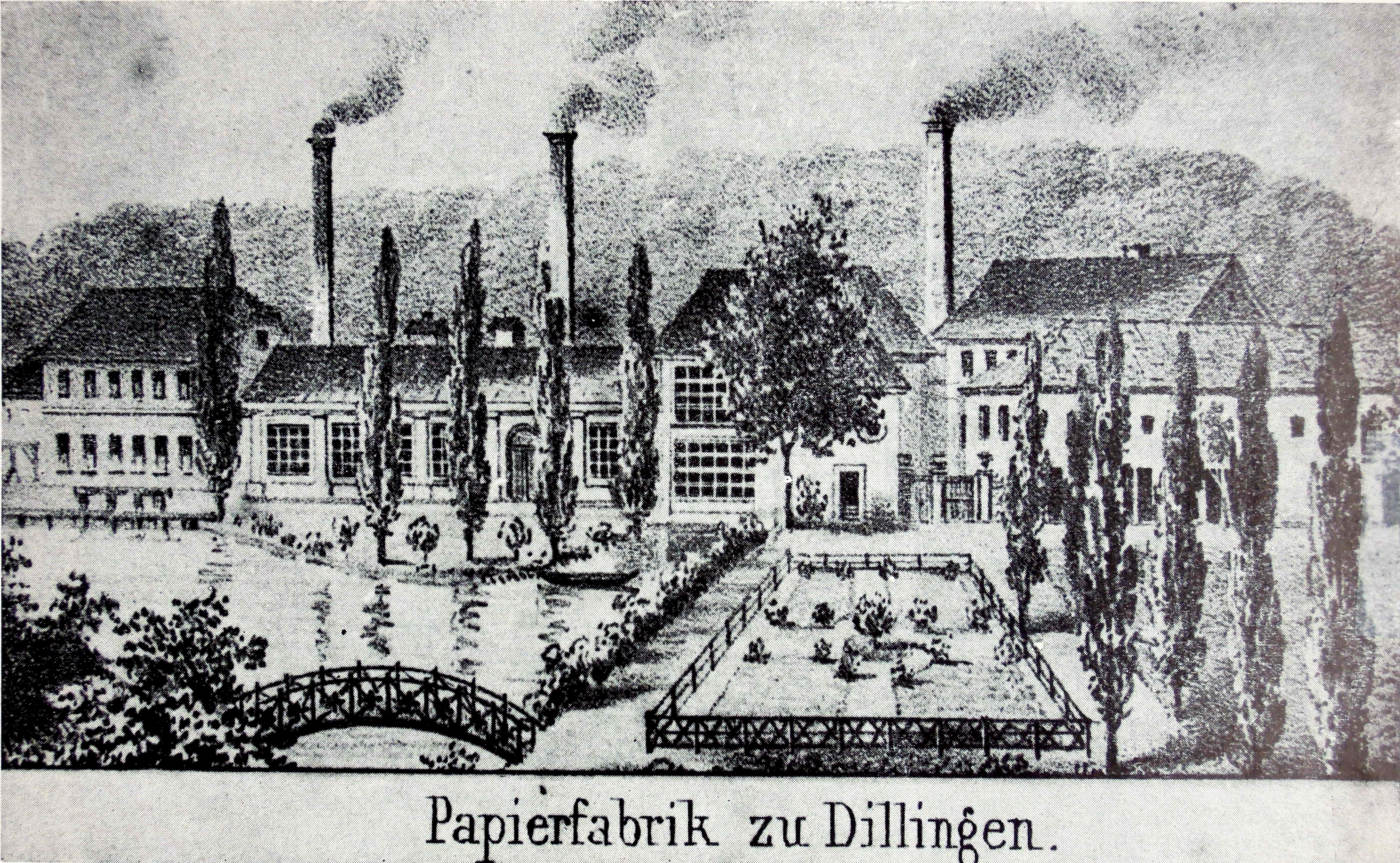
Die Mühle um 1850

Die Papiermühle Dillingen war eine von 1757 bis 1864 bestehende Papiermühle in Dillingen im Saarland.

## 18. Jahrhundert

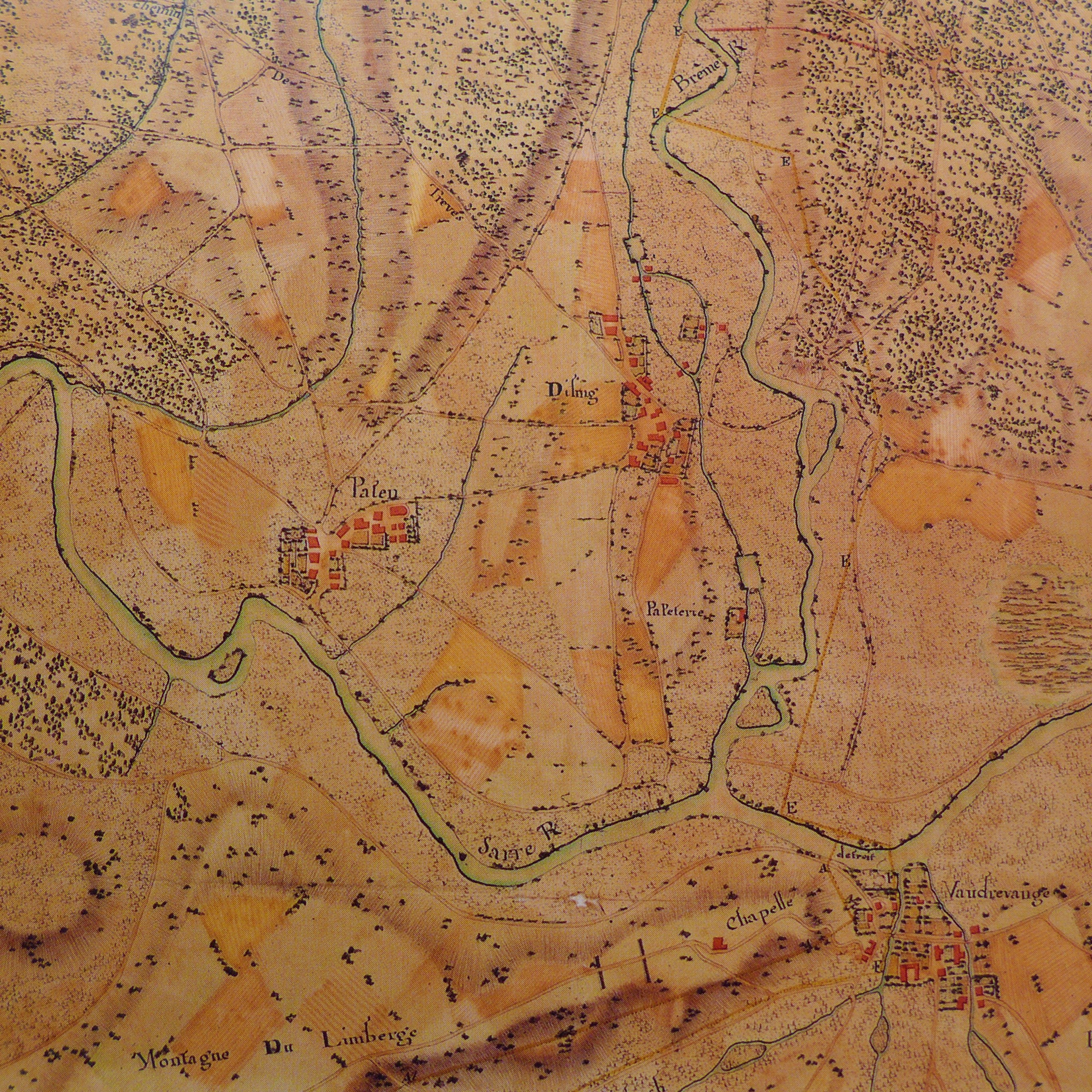
Dillingen, Pachten und Wallerfangen sowie die Lage der Papierfabrik (Papeterie), Carte des environs de Sarrelouis, 1765 (Städtisches Museum und Stadtarchiv Saarlouis)

Der Metzer Baron Charles François Dieudonné de Tailfumyr, Seigneur de Cussigny erhielt 1755 von König Stanislaus von Polen die Erlaubnis zum Bau einer Papiermühle und einer Glashütte in Dillingen.
1757 erbaute Tailfumyr die Papiermühle nach dem Verkauf der Dillinger Hütte. Der getaufte Jude förderte auch den Bau des Jüdischen Friedhofs.
Die in der Gründungsphase von 1757 bis 1759 aus drei Bütten bestehende Mühle erweiterte er um eine Druckerei. Nach mäßigem Erfolg verkaufte er die Mühle 1762 an den Saarlouiser Kaufmann Michel Leistenschneider, unter dessen Expertise die Mühle weithin bekannt wurde. Der Absatz erfolgte bis zum entfernten Königsberg und nach Krakau. Erfolgreiche Ausstellungen und Medaillen verschafften der Mühle Anerkennung. Der Codex Egberti war mit Dillinger Papier durchschossen.
Die Kriegsjahre nach 1790 beeinträchtigten den Mühlenbetrieb. Vor der Ankunft der österreichischen Truppen 1792 brachte der Sohn Michel Leistenschneiders Jakob die Einrichtung der Mühle in die Festung Saarlouis. Was die Österreicher nicht mitnehmen konnten, zerschlugen sie. Die Familie Leistenschneider nahm den Betrieb nicht wieder auf und wanderte nach Frankreich ab.

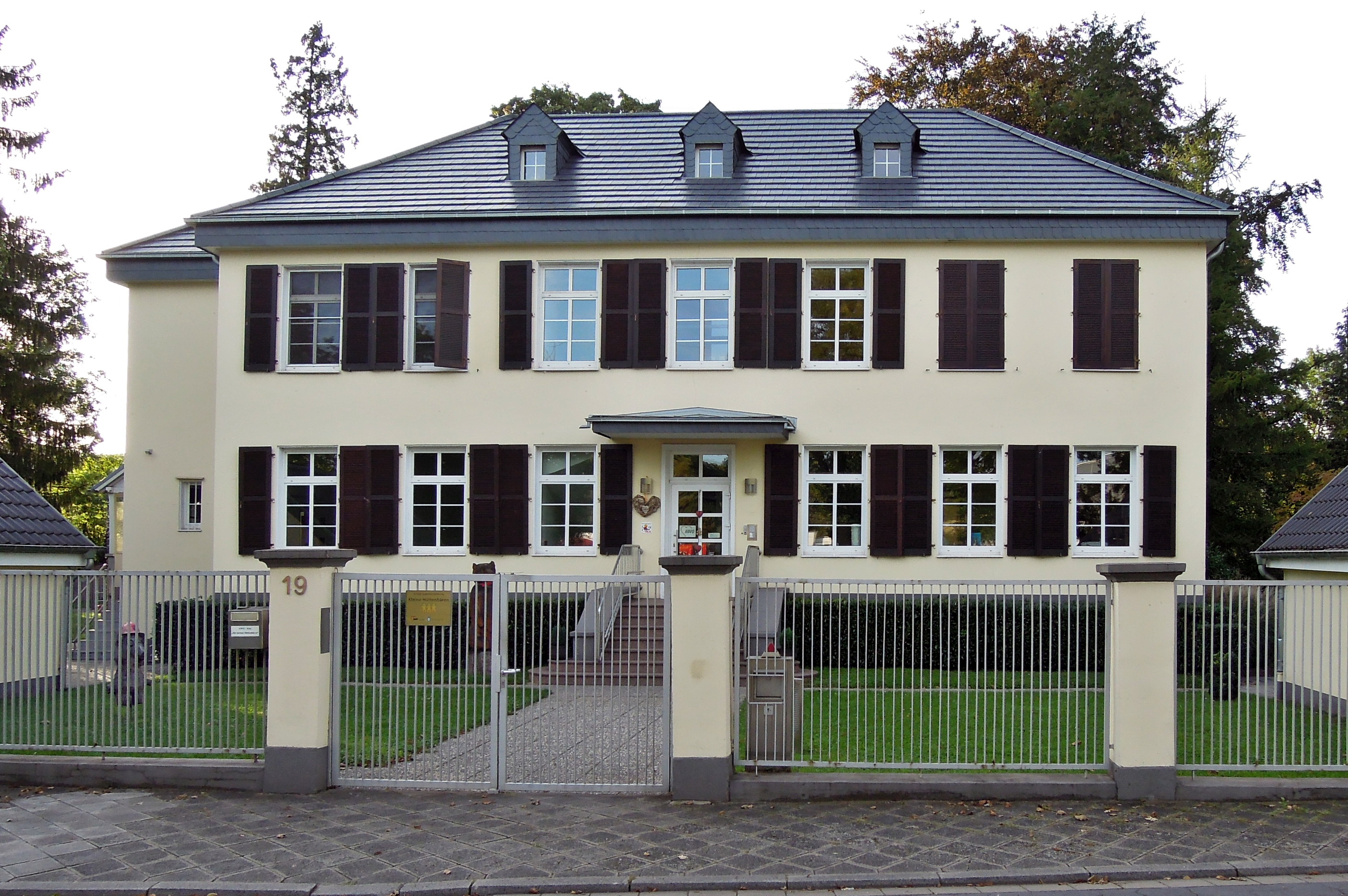
Direktorenwohnhaus

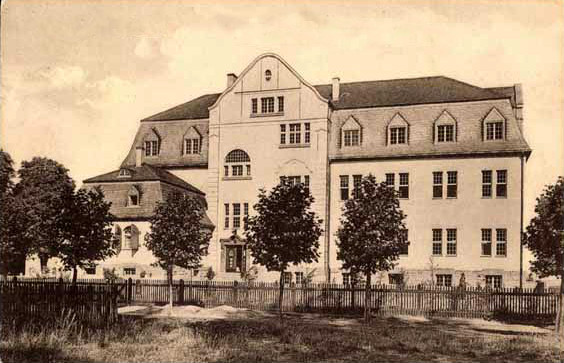
Neobarockes Schlafhaus der Dillinger Hütte in der Lindenstraße, anstelle der als Schlafhaus seit 1864 genutzten Gebäude der Papierfabrik im Jahr 1903 errichtet, heute Bauhof der Stadt Dillingen

## 19. Jahrhundert
1803 kauften die Herren Souty, Bemat und Co. die Mühle. Von diesen wiederum erwarb der aus einer alten Papiermacherfamilie stammende und aus Vielsalm eingewanderte Jean Louis Piette die Mühle im Jahr 1811. Obgleich er den Betrieb auf patriarchalische Weise führte, bemühte er sich um Gestaltung der sozialen Verhältnisse. So führte er etwa Krankenkassen, Spar- und Unterstützungskassen ein. Die Arbeiter zahlten einen Silbergroschen pro Taler in die Unterstützungskasse; die Hälfte dieses Betrages steuerte die Firma bei. Jean Louis Piette übertrug zunehmend Aufgaben an seine Söhne Louis Piette und Prosper Joseph Maria Piette. Louis übernahm den kaufmännischen Part, Prosper betätigte sich als Techniker und Erfinder. Sie führten das Unternehmen zu einem Aufschwung, so dass 1826 der Betrieb mit 30 Leuten und drei Bütten erfolgte. Sie produzierten Pack-, Druck- und Schreibpapier sowie Pappe. Prosper entwickelte die Produktionsverfahren weiter, indem er etwa die teuren Lumpen durch andere Rohstoffe ersetzte. In einer eigenen Versuchsabteilung wurden 160 verschiedene Arten Strohpapier entwickelt.
1837 wurde ein Patent für eine Maschine zur Herstellung von Pappe erteilt. Mit drei eigenen Schiffen erfolgte der Absatz nach Köln. Die 1838 vom Verein zur Förderung des Gewerbefleißes in Preußen erhaltene Gedenkmünze und 1842 auf der Mainzer Gewerbeausstellung überreichte goldene Medaille sowie der vom König von Preußen erteilte Adlerorden IV. Klasse dokumentierten ihren Erfolg.
Nach mehrmaliger Vergrößerung des Betriebs erfolgte um 1838 der Übergang zur maschinellen Fabrikation. Es folgten der Kauf von zwei Maschinen zur Herstellung von „Papier ohne Ende“ und die Umwandlung zur Aktiengesellschaft mit 27 Aktionären und 85 Kapitalanteilen. Das Kapital bestand aus 170.000 Reichstalern. Die Dampfkraft hielt mit einer Maschine von 106 PS Einzug. Die Industrie an der Saar war in dieser Zeit sehr innovativ. Die Papierindustrie nutze die Dampfmaschinen noch vor der Eisen- und Keramik- und Glasindustrie, was sie führend in Europa machte. Es wurden 300 Arbeiter und zehn Beamte beschäftigt. Vom Ministerium für Handel, Gewerbe und öffentliche Arbeiten wurde 1848 ein Patent für eine Knotenreinigungsmaschine erteilt. Mitte des 19. Jahrhunderts begann ein Niedergang, der zum Verkauf der Mühle an J. Weidner & Co. führte. Die Piettes wanderten ab.
Das Wasser der Prims, das sowohl von der Dillinger Hütte als auch von der Papiermühle benötigt wurde, war 1860 Anlass zu einem Streit der beiden Unternehmen um die Wasserrechte. Die Mühlenbesitzer beschuldigten die Hütte, das für eine Papiermühle essentielle Wasser zu verderben. 1864 kaufte die Hütte die in der Liquidation befindliche Mühle auf und beendete den Betrieb. 42 der 60 Arbeiter wurden von der Hütte übernommen. Das Direktionsgebäude wurde nun als Schlafhaus für die Hüttenarbeiter genutzt. Im Deutsch-Französischen Krieg dienten die früheren Mühlengebäude als Lazarett. Im Direktorenhaus wohnten nun die Hüttendirektoren, so auch Paul Desfossez, nachdem die Straße vor dem Direktorenhaus benannt ist. Heute wird das Gebäude als Kindertagesstätte der Dillinger Hütte genutzt.